# Virtual Weapon
Virtual Weapon (Alternativtitel: Zwei Fäuste in Miami oder Zwei Fäuste für Miami, Originaltitel: Potenza virtuale) ist eine Action-Komödie vom Regisseur Anthony M. Dawson aus dem Jahr 1997 mit Terence Hill in der Hauptrolle.

## Handlung
Der Polizist und Computerexperte Bill Skims kehrt nach sieben Jahren nach Miami zurück, um dem skrupellosen Waffenhändler Abel Van Axel das Handwerk zu legen. Schon kurz nach seiner Ankunft wird er von einer bewaffneten Bande angegriffen, bleibt aber unverletzt. Es gelingt ihm, einen der Banditen zu fassen: es ist Stephen Zantec, ein international gesuchter Terrorist.
Skims wird von der Polizei eine Wohnung zugewiesen, wohin ihn sein Kollegen Mike begleitet. Als Willkommensgeschenk findet Skims eine Musikkassette mit der Begrüßung: Viel Spaß beim Anhören. Als er sie einlegt, ertönt klassische Musik, was Mike auffällig vorkommt und sie schnell das Haus verlassen, das nach wenigen Sekunden explodiert. Seine Kollegen würden nie solche Musik hören und somit auch nicht verschenken. Nach diesem Attentat kommt Skims bei einer alten Freundin unter: Chelo war die Frau eines Polizeikollegen, der im Dienst erschossen wurde. Jetzt lebt sie mit ihrer 10-jährigen Tochter Lily allein. Lily ist hell begeistert von Skims, der ebenso ein Liebhaber von Computern und Videospielen ist, wie sie.
Skims erfährt bei Zantecs Vernehmung, die er auf seine ganz spezielle Weise vornimmt, von einem Geschäftstreffen des Waffenhändlers Van Axel, bei dem dieser potenziellen Käufern den XR4000-Sprengstoff vorführen will. Skims schleicht sich als Barkeeper getarnt unter die Gesellschaft, wird aber entdeckt und muss fliehen. Van Axel präsentiert einige Tage später seinen Supersprengstoff, indem er ein Haus explodieren lässt. Skims erfährt von Axels Plan und hält sich unmittelbar in der Nähe des betroffenen Hauses auf. Er hört kurz vor der Detonation dasselbe Lied, das der Explosion von Skims' Haus vorausgegangen war. Die Analyse von Tonaufzeichnungen, die Lily für ihn gemacht hat, zeigt, dass es innerhalb des Musikstücks einige Ultraschallwellen gibt, die einen Zünder auslösen könnten. Skims macht sich gemeinsam mit seinem Kollegen Mike auf die Suche nach dem Sprengstofflager. Dabei werden sie von Van Axel umzingelt, der das Gebäude, in welchem sie sich gerade befinden, von einer Computerstation aus steuert. Mike schafft es, das Gebäude zu verlassen, während Skims durch die Explosion der neuen frequenzgesteuerten Bombe scheinbar getötet wird. Während alle um ihn trauern, taucht er plötzlich in Lilys Videospiel auf. Nachdem Lily seine Anweisungen befolgt, wird Skims zu einem Computerhologramm und entsteigt dem PC. Eigentlich kann nur Lily ihn sehen, aber sie überzeugt ihre Mutter und auch Mike davon, dass Skims noch immer da ist und sie beschützt.
Inzwischen kommt Zantec durch Van Axels Anwälte aus der Haft und beschließt, Lily zu entführen, um Mike zu erpressen. Das Mädchen wird zu Van Axels Yacht gebracht. Skims, als „virtueller Detektiv“, beendet die Entführung, indem er sich von Lilys Computer aus an Bord der Yacht beamt und dort den Kurs umprogrammiert und so das Schiff zurück in die Hoheitsgewässer der USA bringt. Danach übermittelt er die Position an die Polizei und sorgt für die Festnahme von Van Axel und seinen Männern. Kurz darauf verschwindet er und alle meinen Skims zum zweiten Mal verloren zu haben.
Nach den Aufräumungsarbeiten an der Stelle der Explosion wurde Skims noch lebend, aber in einem Zustand der Bewusstlosigkeit gefunden. Die Bemühungen zur Wiederbelebung haben zum Verschwinden seines virtuellen Ichs geführt und nun kehrt er ins wirkliche Leben zurück.

## Kritik
Das deutsche Lexikon des internationalen Films schrieb: „Ein Billig-Film, der durch das Modethema virtuelle Realität, handfesten Klamauk, zahllose Prügeleien und den vermeintlichen Star Terence Hill auf ein gewisses Zuschauerpotential schielt, seine Existenzberechtigung jedoch zu keiner Zeit belegen kann. Eine schwer erträgliche Synthesizer-Musik macht sogar das Hören zur Qual.“
Der Sohn des Regisseurs, Edoardo Margherita, meinte: Der Film „beginnt als actiongeladenes Cop-Drama und entwickelt sich dann zu einer Hightech-Fantasy-Komödie.“ Es „ist (es) einer der schlechtesten Filme, die mein Vater gedreht hat, ohne seinen Schwung und sein Genie, sowohl was die Spezialeffekte als auch was die Regie selbst und die Aufnahmetechnik betrifft.“

## Synchronisation
Die deutschsprachige Fassung entstand bei der Brandt-Film. Rainer Brandt schrieb das Buch und führte Regie.
| Darsteller              | Rolle                   | Synchronsprecher  |
| ----------------------- | ----------------------- | ----------------- |
| Terence Hill            | Skims                   | Thomas Danneberg  |
| Marvelous Marvin Hagler | Mike                    | Jörg Hengstler    |
| Giselle Blondet         | Chelo                   | Sabine Jaeger     |
| Jennifer Martinez       | Lily                    | Kathrin Neusser   |
| Tommy Lane              | Shepard                 | Michael Chevalier |
| Richard Liberty         | Captain Holmes          | Gerd Holtenau     |
| Jack Swanson            | Butler                  | Karl-Heinz Grewe  |
| Roger Callard           | Kapitän der Küstenwache | Jonas Ziegler     |
| Jacquelin Solomon       | Carla                   | Karin Grüger      |
| Glenn Scherer           | Colonel Slide           | Norbert Gescher   |